# Liliana Năstase

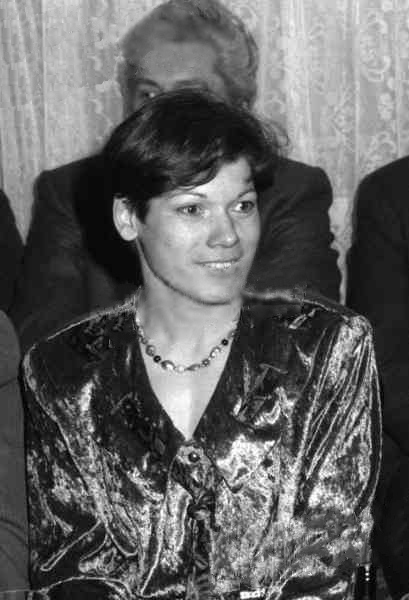
Liliana Năstase (1992)

Liliana Năstase (vor und nach ihrer Ehe Alexandru; * 1. August 1962 in Vânju Mare) ist eine ehemalige rumänische Leichtathletin, deren Spezialdisziplinen der Sieben- bzw. Fünfkampf und der 100-Meter-Hürdenlauf waren.

## Leben
Im Siebenkampf gewann sie bei der Universiade 1985 Silber und 1987 Gold. In derselben Disziplin wurde sie bei den Weltmeisterschaften 1987 in Rom Fünfte.
Bei den Weltmeisterschaften 1991 in Tokio gewann sie im Siebenkampf Silber und schied über 100 Meter Hürden im Vorlauf aus.
Im Jahr darauf gewann sie bei den Halleneuropameisterschaften in Genua Gold im Fünfkampf. Im Sommer wurde sie bei den Olympischen Spielen in Barcelona Vierte im Siebenkampf und erreichte über 100 Meter Hürden das Viertelfinale.
1993 folgte Gold im Fünfkampf bei den Hallenweltmeisterschaften in Toronto. Bei den Weltmeisterschaften in Stuttgart schied sie über 100 Meter Hürden im Vorlauf aus.
Bei den Olympischen Spielen 1996 in Atlanta kam sie im Siebenkampf auf den 22. Platz. Insgesamt wurde sie sechsmal nationale Meisterin im 100-Meter-Hürdenlauf (1984, 1989, 1991, 1992, 1995, 1996) und siebenmal im Siebenkampf. Von 2002 bis 2009 war sie die Trainerin von Ionela Târlea.

## Persönliche Bestleistungen
- 60 m Hürden (Halle): 8,04 s, 13. Februar 1988, Bacău
- 100 m Hürden: 12,81 s, 8. Juni 1991, Trient
- Siebenkampf: 6619 Punkte, 2. August 1992, Barcelona
- Fünfkampf (Halle): 4753 Punkte, 10. Februar 1993, Bacău